# بروتين مصل اللبن

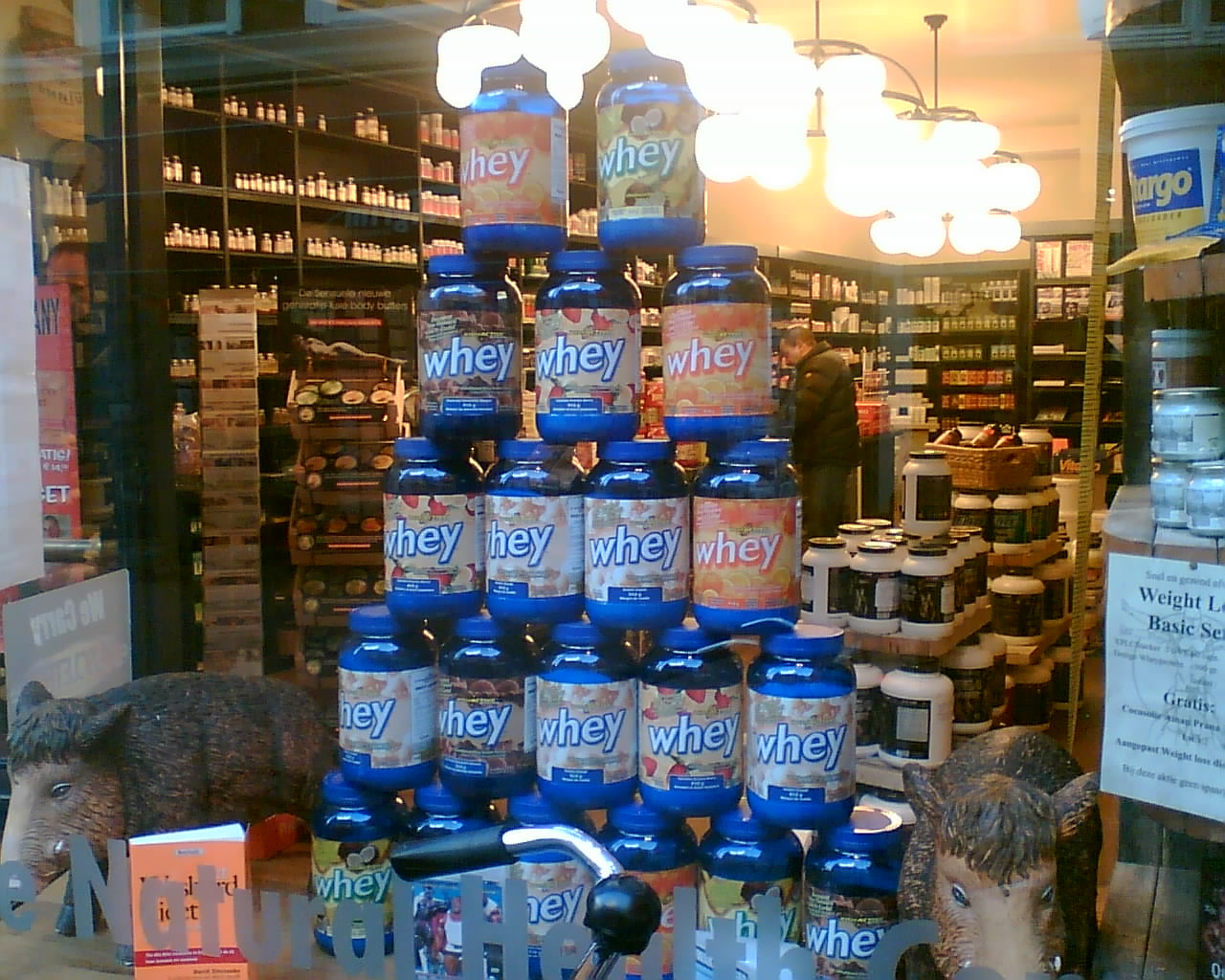
المنتجات التي يتم بيعها من بروتين مصل اللبن في مخازن الأغذية الصحية

بروتين مصل اللبن (بالإنجليزية: Whey protein)‏ بروتين مصل اللبن هو خليط من البروتينات الكروية المعزولة من مصل اللبن، والذي يفصل عن خثارة اللبن كمنتج ثاني عند صنع الجبن، البروتين في حليب البقر هو 20٪ بروتين مصل اللبن، و80٪ بروتين الكازين، في حين أن البروتين في الحليب البشري هو 60٪ مصل اللبن والكازين 40٪. آثار بروتين مصل اللبن على صحة الإنسان ذات أهمية كبيرة، ويجري حاليا التحقيق كوسيلة للحد من مخاطر المرض، وكذلك علاج تكميلي محتمل لأمراض عدة. بعض الدراسات على القوارض أن بروتين مصل اللبن قد يحتوي على مواد مضادة للالتهاب أو خصائص مضادة للسرطان، ومع ذلك، تفتقر إلى البيانات البشرية.
ويتم تسويق عادة بروتين مصل اللبن وبتياعها باعتبارها مكملة للوجبات الغذائية، ونسبت مطالبات الصحية المختلفة لها في الطب البديل المجتمع. على الرغم من بروتينات مصل اللبن هي المسؤولة عن بعض أمراض حساسية الحليب، وأكثر المواد مسببة للحساسية في الحليب هو بروتين كازين.
يكثر استعماله عند الرياضيين وبخاصة رياضة كمال الاجسام حيث من الصعب الحصول على الكمية اللازمة من البروتين اليومي من الغذاء فقط.

## أنواع بروتين مصل اللبن
- كونسينتريت (Concentrate): بروتين 70-80٪. يحتوي على بعض اللاكتوز (سكر الحليب) والدهون، ولها نكهة أفضل.
- ايزوليت (Isolate ): و يحوي 90٪ من البروتين، أو أعلى ونسبة أقل من اللاكتوز والدهون، ويفتقد إلى الكثير من العناصر الغذائية المفيدة الموجودة في مصل اللبن كونسينتريت.
- هيدروليزد (Hydrolyzed): هذا النوع يحصل امتصاصه بشكل أسرع وهو يؤدي إلى ارتفاع أكبر 28-43٪ في مستويات الأنسولين من الايزوليت.[4]